# 日本国民に告ぐ
日本国民に告ぐ（にほんこくみんにつぐ）は、日中間の歴史においての文書。

## 概要
日中戦争の時期の蒋介石によって、日本の人民に対しての呼びかけという形で発表された言説。これは1938年7月7日という日中戦争が開戦して1周年に当たる日に発表された。この時期の蒋介石は日本の軍閥は敵として認めているものの日本国民のことは敵として認めておらず、中国の民は平和を愛好し、日本国民のことは利害を共有する良友と認め、無限の熱情と期待を抱くと述べられていた。
日中の両国というのは兄弟のような国であり、本来は互いに親しく接し睦みあい共存共栄するべきであったものの、日本の軍閥が中国に侵略戦争を起こして、中国で行われた劣悪な暴行は中国の民衆に甚大な被害をもたらしただけでなく、日本国民に対しても損失を与えたとする。この戦争では膨大な軍事費用を負担することになり、青年壮年の兵士が戦死して妻は未亡人になっているが、これらの責任は日本の軍閥にあるとしている。中国が抗戦をするというのは自国を救うだけでなく日本を救うことであもあるとしている。
蒋介石は日本の軍閥の悪行を憎んでいたが、日本の民衆には限りない信頼の念を寄せていた。中国は日本の軍閥のことが敵としていたが、日本の民衆のことは敵としておらず、むしろ日本の民衆と共同して日本の軍閥を倒すということを希望していた。この蒋介石の意向は終始一貫して変わることは無かったために、そこから終戦の際には自国民に対して、日本には残虐なことをされたものの残虐なことで報いないように戒めていた。
APAホテルに対して、客室に設置されている書籍では南京事件を無かったということにしているという批判が寄せられる。この批判に対してAPAホテルとしては、日本国民に告ぐには南京大虐殺の文字が見当たらないということも南京事件は無かったという理由であるとしている。